# مايك ستويانوفيتش
مايك ستويانوفيتش (27 يناير 1947 في صربيا - 17 نوفمبر 2010 بتورونتو في صربيا) هو لاعب كرة قدم كندي في مركز الهجوم. شارك مع منتخب كندا لكرة القدم. أما مع النوادي، فقد لعب مع النجم الأحمر بلغراد ونادي فاردار وسان خوزيه إيرث كويكس ونادي غوادالاخارا (نادي كرة قدم) ونادي العقبان البيضاء الصربية وروتشستر لانسر ‏ ورادنيتشكي 1923 ‏ وFK Morava Velika Plana ‏ وHartford Hellions ‏.

## وصلات خارجية
- مايك ستويانوفيتش على موقع الاتحاد الدولي (مؤرشف)  (الإنجليزية)
- مايك ستويانوفيتش على موقع ناشيونال فوتبول تيمز (الإنجليزية)